# Alubíjid
Alubíjid es un municipio filipino de cuarta categoría, situado en la parte sudeste de la isla de Mindanao. Forma parte de la provincia de Misamis Oriental. Para las elecciones está encuadrado en el Segundo Distrito Electoral.

## Geografía
Municipio situado en el oeste de la provincia en la desembocadura del río Lipatán que lo haca en la bahía de Alubíjid situada en el extremo occidental de la bahía de Macajalar (Macajalar Bay ) cerrando ambas por el norte el cabo Salaván (Sulawan Point ). Su término se adentra hasta el barro de Tula, ya en los montes de Kitanglao, continuando el valle que forma la corriente del río Lipatán.

### Barrios
El municipio de Alubíjid se divide, a los efectos administrativos, en 16 barangayes o barrios, conforme a la siguiente relación:
| - Baybay - Benigwayan - Calatcat - Lagtang | - Lanao - Loguilo - Lourdez - Lumbo | - Molocboloc - Población - Sampatulog - Sungay | - Talaba - Taparak - Tugasnon - Tula |

## Historia
El origen prehispánico del nombre del municipio proviene de la abundancia en el barrio de Baybay de árboles de este nombre.
Algunos de estos árboles se habían convertido en puntos de referencia para los comerciantes procedentes de otras islas del archipiélago.
Desde este asentamiento los nativos dominaban la bahía de Macajalar divisando los mares más allá del cabo Salaván que cierra la bahía.
El lugar también fue llamado Calumat sigla que agrupa varios vocablos Cauban, Agpas, Lukso, Ugma, Mamatay, Anak Tanan siendo utilizada como contraseña para prevenir ataques sorpresa de los piratas.

### Influencia española
La provincia de Misamis, creada en 1818, formaba parte de la Capitanía General de Filipinas (1520-1898). Estaba dividida en cuatro partidos. El Partido de Misamis comprendía los fuertes de Misamis y de Iligán además de Luculán e Initao.

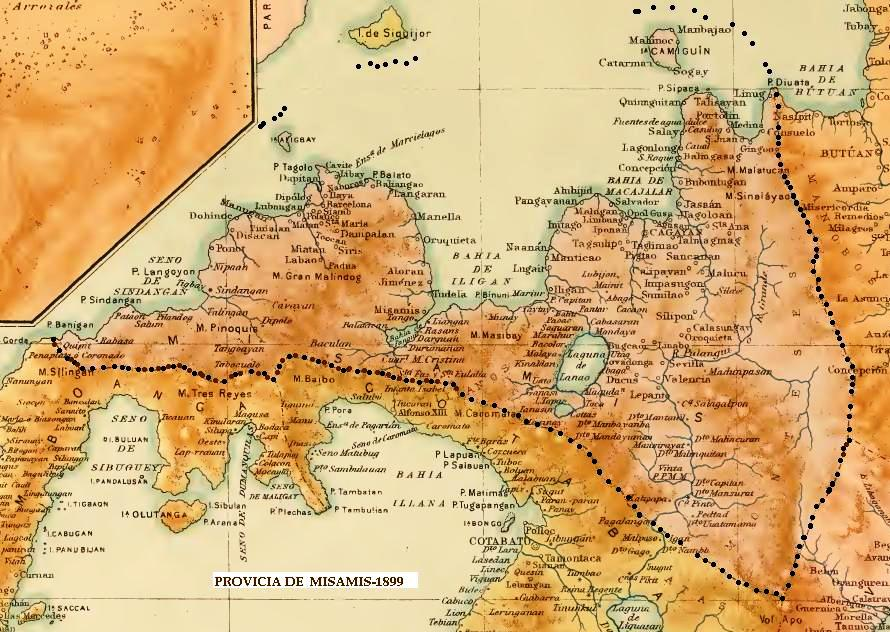
El Distrito 2º de Misamis en 1899.

A principios del siglo XX la isla de Mindanao se hallaba dividida en siete distritos o provincias, uno de los cuales era el Distrito 2º de Misamis, su capital era la villa de Cagayán de Misamis y del mismo dependía la comandancia de Dapitan.
Uno de sus pueblos era El Salvador que entonces contaba con una población de 6.640 almas, siendo Alubíjid, junto con Initao y Naauan una de sus tres visitas.
El Sultán Kudarat de Cotabato llega a este lugar con la intención de reclutar tropas. Algunos de sus hombres se habían quedado en el lugar donde se casaron con nativas.
En 1861, Alubíjid ya era una comunidad establecida encabezada por líderes locales hasta el estallido de la revolución filipina de 1896.

### Ocupación estadounidense
A principios del siglo XX, durante la ocupación estadounidense de Filipinas, Alubíjid pasó a convertirse en un barrio de Cagayán de Oro.
El 26 de mayo de 1933, el ayuntamiento de Cagayán aprrueba la Resolución N.º 290 recomendando que los barrios de El Salvador y Alubíjid se conviertan en nuevos municipios. Alubíjid lo consigue el 5 de abril de 1940, agrupando su término los barrios de Gitaguim, Laguindingán, Kibaghot, Matangad, Mauswagon y Pangayawan.
Su primera alcalde fue Timoteo Balacuit.
El Salvador lo consiguió más tarde, el 15 de junio de 1948.

### Independencia
El 26 de octubre de 1953 fue creado el municipio de Libertad formado por los siguientes barrios: Pertenecientes al municipio de Initao: Barrios de Libertad, donde se seitúa el nuevo ayuntamiento y de Himay-lan con los sitios de Taboo, Upper Himaylan, Ritablo, Kamaca, Lobloban, Bitaogon, Pinamagsalan, Ulab, Kilangit y Quezon. Pertenecientes al municipio de Alubíjid: Barrios de Matangad y de Paugayawan con los sitios de Dolong y Tala-o.
El 9 de febrero de 1957 fue creado el distrito municipal de Lourdez formado por parte de los términos de Alubíjid, El Salvador, Initao, Manticao y Opol.
El 8 de mayo de 1961 fue creado el municipio de Gitagúm formado por los siguientes barrios hasta entonces pertenecientes al municipio de Alubíjid: Gitágum, Cogon, Burnay, Pangayawan, Ulab, Lagutay, Matangad y Kilangit.
El 22 de junio de 1963 se segrega de su término los barrios de Aromahon, Gasi, Kibaghot, Laguindingán, Libertad, Mauswagon, Moog, Sambulawan, Sinai y Tubajón para formar el nuevo municipio de Laguindingán.
El 19 de junio de 1960 el sitio de Gasi pasa a convertirse en barrio.